# If You Want Blood You've Got It
If You Want Blood You've Got It (Engels voor "wie bloed wil, kan het krijgen") is het eerste livealbum van de Australische hardrockband AC/DC en het enige met Bon Scott als zanger. Het werd op 13 oktober 1978 voor het eerst uitgebracht. In de Verenigde Staten liet de uitgave op zich wachten tot 21 november.

## Achtergrond
De muziek werd opgenomen tijdens een concert in The Apollo te Glasgow op 30 april 1978. Dit optreden maakte deel uit van een reeks concerten ter gelegenheid van de uitgave van hun vijfde studioalbum, getiteld Powerage. De nummers "Dog Eat Dog" en "Fling Thing" werden op die avond ook gespeeld en opgenomen, maar werden uiteindelijk van het album weggelaten, evenals de gitaarsolo in "Rocker". De opname van "Dog Eat Dog" werd daarentegen wel in november 1978 gebruikt voor de B-kant van de single "Whole Lotta Rosie".
Op de hoes van het album is te zien hoe Angus Young zichzelf met een elektrische gitaar verwondt. De foto's voor de hoes zijn overigens niet in Glasgow gemaakt maar bij een fotosessie voor het optreden in het Paradise Theater in Boston op 21 augustus 1978.
De muzikale productie werd verzorgd door Harry Vanda en George Young, die daarvoor gebruikmaakten van de studio van Ted Albert in Sydney.

## Tracklist
Alle muziek en teksten zijn geschreven door Angus Young, Malcolm Young en Bon Scott. 
| 1.                 | Riff Raff                    | 5:59 |
| 2.                 | Hell Ain't a Bad Place To Be | 4:10 |
| 3.                 | Bad Boy Boogie               | 7:29 |
| 4.                 | The Jack                     | 5:48 |
| 5.                 | Problem Child                | 4:40 |
| 6.                 | Whole Lotta Rosie            | 4:05 |
| 7.                 | Rock 'n' Roll Damnation      | 3:41 |
| 8.                 | High Voltage                 | 5:05 |
| 9.                 | Let There Be Rock            | 8:33 |
| 10.                | Rocker                       | 3:24 |
| Totale duur: 52:42 |                              |      |

## Musici
- Bon Scott - leadzang
- Angus Young - leadgitaar
- Malcolm Young - slaggitaar en achtergrondzang
- Cliff Williams - basgitaar en achtergrondzang
- Phil Rudd - drums

Angus Young · Malcolm Young · Cliff Williams · Brian Johnson · Phil Rudd

Bon Scott · Dave Evans · Peter Clack · Rob Bailey · Simon Wright · Chris Slade · Mark Evans